# Kopalnia Węgla Kamiennego Matylda

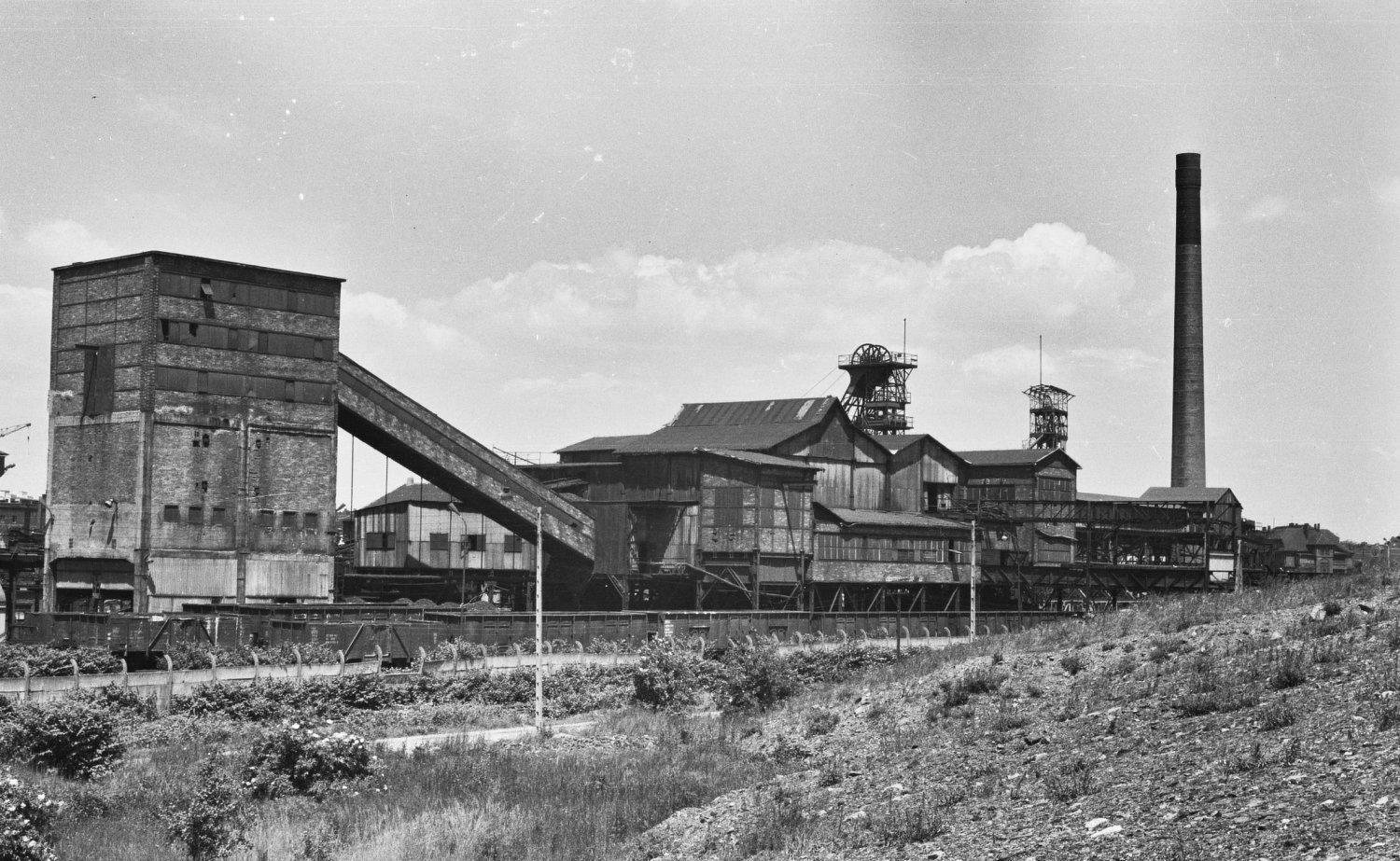
Bergwerk Matilda. Blick auf die Grubenhalde von der Przemysłowa-Straße aus.

Die Mathilde-Grube (poln. Kopalnia Węgla Kamiennego Matylda) ist ein ehemaliges Steinkohlenbergwerk im Stadtteil Lipine (poln. Lipiny) von Świętochłowice (Schwientochlowitz O./S.), Polen.

## Geschichte
Im Jahr 1823 kaufte Joseph Porembski in Lipine ein Kohlenfeld und nannte es zu Ehren seiner Frau Matilde. Im Jahr 1875 erfolgte die Konsolidierung der Felder Franz, Merkur, Quintoforo, Paris, König Saul, Mathilde und Mathilde Erweiterung zu Vereinigte Mathilde mit einer Gesamtgröße von 3,52 km². Zuvor war auf den Feldern Quintoforo von 1828 bis 1874 und auf König Saul von 1825 bis 1875 Steinkohle abgebaut worden. 
Zwischen 1855 und 1860 wurde das konsolidierte Bergwerk durch die Schlesische AG für Bergbau und Zinkhüttenbetrieb erworben, deren Hauptaktionär Guido Henckel von Donnersmarck war und dem Quintoforo sowie König Saul schon gehört hatten. Da sich schon früh herausstellte, dass das Grubenfeld durch einen in Nord-Süd-Richtung verlaufenden Sprung von 90 m Höhe gestört war, erfolgte der Abbau in zwei voneinander unabhängigen Feldern. Beide besaßen eine eigene Förderanlage mit jeweils drei Schächten. 
Im Jahr 1827 war das Ostfeld (Matylda-Wschód) an der Straße von Swietochłowice nach Bytom (heute ul. Bytomska) in Betrieb genommen worden, 1869 wurden die dort zuvor niedergebrachten Schächte bis zu einer Teufe von 240 Metern abgeteuft. 1912 hatte der östliche Betriebsteil 6 Schächte: Die Förderschächte I (244 m; S) und III (243 m; S) sowie II (245 m) für die Wasserhaltung bildeten die Zentralanlage, Locomobile, Nord- und Holzschacht als Wetter- und Materialschächte (Stand 1912).
Die Ausbeutung des Westfeldes (Matylda-Zachód) erfolgte über die Förderschächte Kaiser Wilhelm (239 m), Josef/Józef (238) und Barbara (239 m) und begann in den Jahren von 1860 bis 1864. Später kam im Nordwesten des Feldes der Georgsschacht hinzu, der als Förderschacht diente und als Spülschacht (ein Schacht zum Einbringen des Versatzgutes im Spülverfahren). Der Rollschacht (ein geneigter Schacht, durch den die Förderung auf eine tiefere Sohle rutschen – „rollen“ – konnte) ließ sich als ein- und als ausziehender Wetterschacht nutzen.
Im Jahr 1932 wurde als Folge des wirtschaftlichen Abschwungs das Baufeld Ost stillgelegt und die Grube soff ab. Ein Sümpfen und eine Wiederaufnahme der Förderung erfolgte erst wieder 1952/53. 
Aufgrund nachlassender Produktivität erfolgte am 1. Januar 1967 die Fusion mit der Schlesiengrube unter dem Namen Śląsk-Matilda, nachdem das Bergwerk bereits viele Jahrzehnte die consolidierte Schlesien gepachtet hatte. Die Förderung fand seitdem ausschließlich auf dem Gelände der Giodotto-Zinkhütte statt und das Bergwerk verfügte in diesem Zeitraum über die Schächte I bis III sowie einen östlich gelegenen Wetterschacht. Nach 160 Jahren verließ am 12. Februar 1977 die letzte Tonne Kohle das Bergwerk.

## Förderzahlen
- 1913: 830.124 t
- 1938: 400.579 t
- 1965: 536.582 t